# IEEE 802.1aq
 (juillet 2019).
Pour les articles homonymes, voir SPB.
Shortest Path Bridging (SPB), spécifié par la norme IEEE 802.1aq, est une technologie de réseau informatique destinée à simplifier la création et la configuration des réseaux, tout en permettant un routage à trajets multiples.
Shortest Path Bridging est le remplacement des anciens protocoles Spanning Tree (IEEE 802.1D STP, IEEE 802.1w (en) RSTP, IEEE 802.1s (en) MSTP) ne permettant qu'un seul chemin vers le commutateur racine tout en bloquant les chemins redondants qui pourraient introduire une boucle de niveau 2. SPB permet à tous les chemins d'être actifs avec plusieurs chemins à coût égaux, et supporte des topologies de niveau 2 beaucoup plus grandes (jusqu'à 16 millions par rapport à la limite des 4096 VLAN). SPB apporte une convergence de temps plus rapide, et améliore l’efficacité des topologies de maillage par l'augmentation de la bande passante et la redondance entre tous les équipements en permettant le partage de charge du trafic sur tous les chemins d’un réseau maillé. Pour accroître la résilience dans la couche d'accès SPB peut également être intégré avec des fonctions d'agrégation de lien, soit basé la norme 802.1AX ou sur les implémentations propriétaires MC-LAG (en).
La technologie offre des réseaux Ethernet logiques sur les infrastructures Ethernet natives en utilisant un protocole à état de liens (en) qui annonce à la fois la topologie et les membres du réseau logique. Les paquets sont encapsulés en bordure de réseau soit par une trame MAC-in-MAC 802.1ah ou par une trame avec une balise 802.1Q/802.1ad et transportés seulement aux autres membres du réseau logique. Le trafic unicast, multicast, et broadcast est pris en charge et le routage s'effectue sur les chemins symétriques les plus courts.
Le plan de contrôle est basé sur IS-IS (Intermediate System to Intermediate System), en s'appuyant sur un petit nombre d'extensions définies par le RFC 6329.